# Apen
Apen là một đô thị ở huyện Ammerland, bang Niedersachsen, Đức. Đô thị Apen có diện tích 76,83 km², dân số thời điểm ngày 31 tháng 12 năm 2006 là 11.001 người.